# Gare de Aïn Yagout
La gare de Aïn Yagout est une gare ferroviaire algérienne située sur le territoire de la commune d'Aïn Yagout, dans la wilaya de Batna.

## Situation ferroviaire
La gare est située à l'ouest de la ville de Aïn Yagout, sur la ligne d'El Guerrah à Touggourt. Elle est précédée de la gare fermée d'Ouled Zouaï et suivie de celle de Djerma.

## Service des voyageurs

### Desserte
La gare de Aïn Yagout est desservie par les trains régionaux des liaisons :
- Skikda - Aïn Touta[1] ;
- Constantine - Biskra[2],[3],[4].